# Hans Dominik (écrivain)
Hans Joachim Dominik, né le 15 novembre 1872 à Zwickau et mort le 9 décembre 1945  à Berlin, est un auteur de romans de science-fiction et d'ouvrages techniques, un journaliste scientifique et un ingénieur (en électrotechnique et mécanique) allemand.

## Origines familiales
À la fin de la Guerre de Trente Ans, un Croate dénommé Dumnigk ou Dombnigk s'installe à Dyrotz dans le Brandebourg pour y exercer son métier de taillandier et chaudronnier. Pour répondre aux besoins de la population à la suite de la Paix de Westphalie, il apprend le métier de forgeron,  ferre les chevaux et cercle les roues des chariots, ouvrant ainsi toute une lignée de forgerons. En 1814, Wilhelm Dominik, le grand-père paternel de l'écrivain, apprend le métier de maréchal-ferrant, puis étudie la pharmacopée pour devenir vétérinaire de l'armée, un métier qu'il exerce jusqu'à sa mort en 1883.
Le grand-père maternel de Hans Dominik était l'écrivain Dr. Phil. Friedrich Theodor Leberecht Mügge, connu pour ses romans historiques, politiquement très engagés. Theodor Mügge prit fait et cause pour l'indépendance des colonies espagnoles d'Amérique du Sud et décida de s'engager dans les troupes de Simón Bolívar au Venezuela.
Hans Dominik verra dans ces deux lignées paternelle et maternelle l'origine de son intérêt pour la technique et de son goût pour la littérature.

## Jeunesse et années d'étude
Hans Dominik naît le 15 novembre 1872 à Zwickau, une ville minière de Saxe de Friedrich Wilhelm Emil Dominik, libraire, éditeur et journaliste, et de Hedwig Mügge. En 1873 naît Ellen, la sœur de Hans. Pendant la crise économique qui ébranle l'Allemagne entre 1873 et 1876, le père de Hans Dominik perd la fortune qu'il avait placée en banque et la famille est contrainte de se séparer. Hans et son père se rendent à Berlin pour s'installer chez le grand-père Wilhelm, tandis que Hedwig et Ellen repartent dans le Brandenburg. En 1883, le père de Hans Dominik devient rédacteur en chef d'un nouveau journal intitulé Die Deutsche Illustrierte Zeitung (Le journal allemand illustré), puis crée sa propre maison d'édition, la Deutsches Verlagshaus, Emil Dominik & Comp.. La famille côtoie alors les milieux littéraires berlinois et reçoit fréquemment la visite de l'écrivain Theodor Fontane. Hans Dominik grandit ainsi « parmi les manuscrits et le papier imprimé. ».
Hans Dominik est inscrit dans une école privée en octobre 1879 et poursuit sa scolarité en 1885 au Kaiserin-Augusta-Gymnasium de Charlottenburg. Ses mauvais résultats en langues anciennes obligent ses parents à l'inscrire au Gymnasium Ernestinum de Gotha. C'est finalement au Königliches Luisengymnasium de Berlin qu'il obtient son baccalauréat en 1893. Sa scolarité chaotique permet cependant à Hans Dominik de faire des rencontres marquantes. Sur les bancs de l'école, Hans Dominik se lie d'amitié avec le jeune Oswald Villard, le fils du constructeur américain de la ligne de train Northern Pacific, Henry Villard. Au lycée de Gotha, l'enseignement en mathématiques est prodigué par Kurd Laßwitz, qui est considéré comme le père de la science-fiction de langue allemande. Kurd Laßwitz écrivit d'ailleurs quelques contes techniques pour le journal du père de Hans Dominik. Autre professeur marquant, Arnolf Schmidt, qui enseigne à Hans Dominik les sciences et les langues étrangères et se passionne pour le magnétisme terrestre. Arnolf Schmidt sera par la suite nommé directeur de l'Observatoire magnétique de Potsdam et obtiendra une chaire de géophysique à l'Université de Berlin. Plus tard, Hans Dominik fera de cet ancien professeur un personnage de roman. Le professeur de physique de Hans Dominik, Karl Rohrbach, père du futur constructeur aéronautique Romar-Rohrbach, passionne le jeune Hans Dominik pour la physique et en particulier pour l'électricité.
Après son baccalauréat, en 1893, Hans Dominik décide de devenir ingénieur électricien, mais ses parents, qui connaissent à nouveau de graves difficultés financières, l'incitent à entrer dans une école d'ingénieur d'État, seule garantie d'avoir un titre et une situation stable. Comme il n'existe pas de filière d'État dans l'ingénierie électrique, Hans Dominik étudie la construction mécanique avec une spécialisation en technique des chemins de fer. En 1894, son père tombe gravement malade et Hans Dominik doit interrompre ses études pour s'occuper des affaires familiales. Il interrompt ses études en 1898 et devient chef de projet dans une entreprise qui électrifie des usines.
En 1895, il entreprend un voyage aux États-Unis. Lors de son second voyage en Amérique, il reste toute une année et gagne sa vie comme ingénieur en électricité. Aux États-Unis, il accumule de nombreuses connaissances techniques et scientifiques, tout en découvrant un pays très différent de l'Allemagne. Toutes ces expériences seront réutilisées quelques années plus tard dans une série de livres pour la jeunesse intitulée : John Workman, le livreur de journaux -  la success-story d'un jeune livreur de journaux américain qui finit par devenir milliardaire.

## Ingénieur et journaliste
En 1900, après avoir plusieurs fois changé d'emploi, Hans Dominik entre enfin chez Siemens & Halske, au département de l'éclairage et de l'énergie. Il y effectue une recherche approfondie sur l'électrification des mines destinée à l'Exposition universelle de Paris et devient responsable pour une année du Bureau publicitaire de Siemens & Halske. Il améliore également ses revenus en rédigeant des articles spécialisés et des brochures publicitaires pour d'autres entreprises. Il quitte son emploi chez Siemens en 1901 avant de collaborer en 1905 au Berliner Tageblatt et au Berliner Lokal-Anzeiger, quotidiens dans lesquels il publie des articles de vulgarisation scientifique et des contes techniques. Il trouve alors un écho favorable auprès d'un large public avec des récits comme « Was sich die Oberleitung erzählt » (Ce que racontent les lignes à haute tension) ou  « Memoiren einer Taschenuhr » (Mémoires d'une montre-gousset). Ses capacités inhabituelles à exposer de manière claire et convaincante des données techniques complexes sont vite remarquées et lui valent de nouvelles offres de publication.
Son travail d'écrivain débute réellement en 1907, lorsqu'il écrit des histoires utopiques pour Das neue Universum, ein Jahrbuch für Jungen (Le nouvel Univers, un almanach pour les garçons). En 1910, il épouse Lieselotte Runge qui donnera naissance à sa fille Lieselotte. Lorsque la Première Guerre mondiale éclate, il est réformé à cause de douleurs persistantes à la colonne vertébrale. Entre 1912 et 1919, il écrit quasiment un nouveau roman par an pour la maison d'édition berlinoise C. Duncker Verlag. Mais ses premiers romans militaires ne remportent pas le succès escompté.

## Écrivain indépendant
Après la guerre, de 1918 à 1920, il travaille à des courts-métrages techniques et publie son premier roman utopique, « Die Macht der Drei » (La Puissance des trois), qui paraît tout d'abord en 1922 comme feuilleton dans le journal Die Woche. Le roman connaît un tirage de 170 000 exemplaires, ce qui est énorme pour les critères de l'époque. Ses succès de librairie contribuent à faire connaître Hans Dominik dans les milieux littéraires allemands, mais l'inflation galopante qui règne pendant la République de Weimar le contraint tout d'abord à chercher un nouvel emploi stable. Ce n'est qu'à partir de 1924 qu'il peut de nouveau travailler comme écrivain indépendant. Ses autres romans d'anticipation paraissent ensuite au rythme d'un nouveau roman tous les deux ans en moyenne.

## Rôle historique
Hans Dominik est l'un des plus importants pionniers de la littérature de science-fiction allemande. Ses nouvelles d'anticipation ont joui d'un franc succès au début du XXe siècle et sont toujours rééditées aujourd'hui. Hans Dominik écrivit également des ouvrages techniques et des articles à contenu technique et scientifique.
Les romans de Hans Dominik parus dans les années 1920 sont tous imprégnés de l'esprit de l'époque. Au centre de ses intrigues, on trouve la plupart du temps des ingénieurs ou des savants allemands qui doivent protéger leurs inventions et leurs découvertes de la convoitise de multinationales aux ramifications obscures ou de nations ennemies. Après la défaite allemande de la Première Guerre mondiale, les romans de Hans Dominik servent symboliquement de support à la vision d'une grande nation allemande. Dans ses romans de jeunesse, Hans Dominik thématise un hypothétique « combat culturel » entre les Européens et les autres races du globe. Les Occidentaux se battent en particulier contre les Chinois, les Arabes, les Noirs africains ou américains. Dans le roman intitulé « Die Spur des Dschingis-Khan » (Sur les traces de Gengis-Khan), paru dans les années 1922/1923, les protagonistes du roman plaident avec passion pour un retour des citoyens noirs des États-Unis sur le continent africain.
Après la Seconde Guerre mondiale, ses romans furent expurgés des paragraphes jugés problématiques par la nouvelle République fédérale d'Allemagne fondée en 1949. Ce travail de censure réduisit certaines de ces œuvres des 5/6 de leur longueur. À partir de 1997, l'éditeur allemand Heyne entreprend une publication du texte intégral des romans de Hans Dominik sous la direction de Thomas Miehlke.
En ex-RDA, les œuvres de Hans Dominik étaient strictement interdites. Même sous le régime nazi, l'un de ses romans avait eu des problèmes avec la censure. En 1941, le roman intitulé « Das stählerne Geheimnis » (Le secret d'acier) fut interdit à la vente.

## Mémoire de Hans Dominik en Allemagne
La pierre tombale commémorative de Hans Dominik se situe au Städtischer Friedhof Zehlendorf, Onkel-Tom-Straße 30, Steglitz-Zehlendorf.
Dans la Bogotástraße 2a (anciennement Herderstraße) de Berlin, une plaque commémorative fut inaugurée le 2 juillet 1999. Hans Dominik vécut à cette adresse de 1908 jusqu'à sa mort. C'est actuellement[Quand ?] le plus âgé de ses petits-enfants qui y habite.

## Hans Dominik en France
Un seul ouvrage de Hans Dominik fut traduit en français, chez Fernand Nathan en 1927. Cet auteur reste méconnu ou inconnu du public français, alors que ses romans sont régulièrement réédités en Allemagne. 
Dans son anthologie de science-fiction allemande, parue en 1980, Daniel Walther évoque le rôle majeur de Hans Dominik dans son introduction historique intitulée Sf made in Germany, mais ne publie aucun texte de cet auteur. En 1988, à l'Université de Strasbourg 2, Roselyne Bady Tobian, sous la direction de Jean-Baptiste Neveux, rédige une thèse de doctorat sur les débuts de la science-fiction allemande : « La littérature d'anticipation scientifique allemande entre les deux guerres : Hans Dominik et l'utopie nationaliste ».

## Œuvres
Les œuvres citées ci-dessous rendent compte de l'état actuel de la recherche bibliographique allemande sur Hans Dominik, mais seuls les romans et nouvelles marquants sont listés. L'œuvre complète de Hans Dominik est estimée à quelques milliers d'articles, nouvelles et ouvrages techniques.
Aucune œuvre d'anticipation de Hans Dominik n'a été traduite en français, hormis le roman de 1909 intitulé John Workmann, der Zeitungsboy, adapté en français pour les éditions Fernand Nathan par Tancrède Vallerey en 1928 sous le titre John Workmann ou les cent millions du petit crieur de journaux.

### Romans de science-fiction
- (de) Die Macht der Drei, 1921, Scherl-Verlag [La Puissance des trois]
- (de) Die Spur des Dschingis-Khan, 1922/23, Scherl-Verlag [Sur les traces de Gengis-Khan]
- (de) Atlantis, 1924/25, Scherl-Verlag
- (de) Der Brand der Cheopspyramide, 1925/26, Scherl-Verlag [L'Incendie de la pyramide de Kheops]
- (de) Das Erbe der Uraniden, 1926/27, Scherl-Verlag [L'Héritage des Uranides]
- (de) König Laurins Mantel (nach dem Zweiten Weltkrieg, Titel: Unsichtbare Kräfte), 1928, Scherl-Verlag [Le Manteau du roi Laurin]
- (de) Kautschuk, 1929/30, Scherl-Verlag [Caoutchouc]
- (de) Befehl aus dem Dunkel, 1932/33, Scherl-Verlag [L'Ordre venu des ténèbres]
- (de) Der Wettflug der Nationen (1. Teil der 'Prof.-Eggerth-Serie'), 1932/33, Verlag Koehler & Amelang [La Course aérienne des nations]
- (de) Ein Stern fiel vom Himmel (2. Teil der 'Prof.-Eggerth-Serie'), 1933, Verlag Koehler & Amelang [Une Étoile tomba du ciel]
- (de) Das stählerne Geheimnis, 1934, Scherl-Verlag [Le Mystère d'acier]
- (de) Atomgewicht 500, 1934/35, Scherl-Verlag [Poids atomique 500]
- (de) Himmelskraft, 1937, Scherl-Verlag [Force céleste]
- (de) Lebensstrahlen, 1938, Scherl-Verlag [Rayons de vie]
- (de) Land aus Feuer und Wasser (3e partie de la série Prof.-Eggerth), 1939, Verlag v. Hase & Koehler [Une terre de feu et d'eau]
- (de) Treibstoff SR (après la seconde guerre mondiale : Flug in den Weltenraum oder Fahrt in den Weltraum), 1939/40, Scherl-Verlag [Carburant SR] (après la seconde guerre mondiale : Envol pour l'espace ou Expédition dans l'espace)

### Nouvelles de science-fiction
Les nouvelles de Hans Dominik paraissaient dans le périodique annuel intitulé Das Neue Universum [Le nouvel univers]
- (de) Die Nahrung der Zukunft, 1907 [La nourriture du futur]
- (de) Die Reise zum Mars, 1908 [Le voyage sur Mars]
- (de) Eine Reise im Jahre 1970, 1909 [Un voyage en l'an 1970]
- (de) Ein neues Paradies, 1910 [Un nouvel Éden]
- (de) Hundert Jahre Elektrotechnik, 1911 [Cent ans d'électrotechnique]
- (de) Ein Experiment, 1903 (paru anonymement) [Une expérience]
- (de) Neuland, 1917 [Nouveaux territoires]
- (de) Eine Expedition in den Weltraum, 1918 [Une expédition dans l'univers]
- (de) Schätze der Tiefe, 1919 [Richesses des profondeurs]
- (de) Zukunftsmusik, 1921 [Musique de l'avenir]
- (de) Dreißig Jahre später, 1930 [Trente ans plus tard]
- (de) Bei der verlorenen Mannschaft, 1930 [L'équipe perdue]
- (de) Professor Belians Tagebuch, 1933 [Le journal intime du professeur Belian]
- (de) Ein Freiflug im Jahre 2222, 1934 [Un vol libre en l'an 2222]

### Autres œuvres littéraires
- (de) Technische Märchen, 1903 [Contes techniques]
- (de) Wissenschaftliche Plaudereien, 1903 [Bavardages scientifiques]
- (de) John Workmann, der Zeitungsboy. Band 1: Im Reich des Zeitungsriesen, 1909 (adaptation française : John Workmann ou les Cent millions du petit crieur de journaux, 1928)
- (de) Unter Tage verschüttet, 1910 [Ensevelis par les jours]
- (de) Hochströme, 1911
- (de) Glück auf!, 1912 [Bonne chance !]
- (de) Die Madonna mit den Perlen, 1912 [La Madone aux perles]
- (de) Heilige Wasser, 1912 [Eaux sacrées]
- (de) Der eiserne Weg, 1913 [La voie de fer]
- (de) Der Sieger, 1913 [Le vainqueur]
- (de) Der Kreiselkompaß, 1913 [Le compas]
- (de) Zauber des Südens, 1913/14 (également paru sous le titre Alpenglühen) [Merveilles du sud]
- (de) Versunkenes Land, 1914 [Terre engloutie]
- (de) Klar zum Gefecht, 1915 [Prêt au combat]
- (de) Das Eiserne Kreuz, 1916 [La croix de fer]
- (de) Der eiserne Halbmond, 1916 [La lune de fer]
- (de) John Workmann, der Zeitungsboy. Band 2: Wanderjahre im Westen., 1921
- (de) John Workmann, der Zeitungsboy. Band 3: Neue Wunder der Großindustrie., 1921
- (de) John Workmann, der Zeitungsboy. Band 4: Lehr- und Meisterjahre im Süden, 1925 (und vollständige Ausgabe mit allen 4 Teilen erschienen)
- (de) Klaus im Glück, 1928 [Klaus le chanceux]
- (de) Moderne Piraten, 1929/30 [Des pirates modernes]
- (de) Geballte Kraft, 1941 [Un force condensée]
- (de) Vom Schraubstock zum Schreibtisch, 1938/41 [De l'étau au bureau]
- (de) Das ewige Herz, 1942 [Le cœur éternel]
- (de) Wunder des Schmelztiegels, 1943/44 [Merveilles des creusets]

### Ouvrages techniques
- (de) Was muß man von der Dampfmaschine wissen?, 1902 [Que faut-il savoir sur la machine à vapeur ?]
- (de) Wissenschaftliche Plaudereien, 1902-05 [Bavardages scientifiques]
- (de) Was muß man von der Dynamomaschine wissen?, 1903 [Que faut-il savoir sur la dynamo ?]
- (de) Was muß man von der Naturlehre wissen?, 1903 [Que faut-il savoir sur les sciences naturelles ?]
- (de) Was muß man von der Organischen Chemie wissen?, 1904 [Que faut-il savoir sur la chimie organique ?]
- (de) Kalender für Ingenieure des Maschinenbaus, 1905 [Calendrier pour les ingénieurs en mécanique]
- (de) Kalender für Maschinenbautechniker, 1905 [Calendrier pour les techniciens en mécanique]
- (de) Das Wernerwerk von Siemens & Halske A.-G., Berlin-Nonnendamm, 1905/06
- (de) Amüsante Wissenschaft, 1908 [La science amusante]
- (de) Ein neues Schnellbahnsystem, 1908/09 [Un nouveau système d'accélération]
- (de) Das Zeitalter der Elektrizität (Band 1 Die Kräfte der Natur, ihre Hebung und Verwertung, 1914 [L'ère de l'électricité]
- (de) Unsere Luftflotte und Flieger, 1915 [Nos engins aériens et nos avions]
- (de) Im Wunderland der Technik: Meisterstücke und neue Errungenschaften, die unsere Jugend kennen sollte, 1921/22 [Au merveilleux pays de la technique : les chefs-d'œuvre et les nouvelles découvertes que notre jeunesse devrait connaître]
- (de) Das Buch der Chemie: Errungenschaften der Naturerkenntnis, 1925 [Le livre de la chimie : découvertes faites par les sciences de la nature]
- (de) Das Buch der Physik: Errungenschaften der Naturerkenntnis, 1925 [Le livre de la physique : découvertes faites par les sciences de la nature]
- (de) Welten, Werke, Wunder, 1925 [Mondes, Œuvres, Merveilles]
- (de) Triumphe der Technik, 1927/28 [Triomphes de la technique]
- (de) Das Schaltwerk der Siemens-Schuckertwerke AG, Berlin-Siemensstadt, 1928/29
- (de) Über und unter der Erde, 1929 [Sur et sous la terre]
- (de) Der Werkzeugmaschinenbau Fritz Werner, Aktiengesellschaft, Berlin, 1929 [La construction de machines-outils]
- (de) Ein Besuch im Kabelwerk, 1931
- (de) Vistra, das weiße Gold Deutschlands, 1935/36 [Vistra, l'or blanc de l'Allemagne]
- (de) Der Werkzeugmaschinenbau Fritz Werner, Aktiengesellschaft, Berlin, 1938